# Die (album)
Die è il secondo album in studio del cantautore italiano Iosonouncane, pubblicato il 30 marzo 2015 dall'etichetta Trovarobato.

## Descrizione
Il disco è un concept album sui pensieri di due amanti, un uomo e una donna. L'uomo si trova in mezzo al mare e ha paura di morire. La donna guarda dalla terraferma gli ultimi scoppi di burrasca al largo, con il timore di non rivedere mai più l’uomo.
È strutturato in sei parti, con due brani corali (Tanca e Mandria) ad aprire e chiudere il disco, e quattro brani centrali (Stormi, Buio, Carne e Paesaggio) sviluppati dalla prospettiva di lui e di lei.
Il titolo ha più significati, in sardo significa "giorno", in inglese "morire" e in tedesco è l'articolo determinativo femminile.

## Tracce
1. Tanca – 8:07
2. Stormi – 4:10
3. Buio – 10:04
4. Carne – 6:00
5. Paesaggio – 2:17
6. Mandria – 7:31

## Formazione
- Jacopo Incani (Iosonouncane) - voce, chitarra acustica, chitarra classica, chitarra elettrica, organo, pianoforte, synth, balafon, percussioni, sampling
- Serena Locci - voce, cori
- Mariano Congia - chitarra classica, chitarra elettrica
- Francesco Parodo - flicorno baritono
- Roberto Penna - basso elettrico
- Antonio Firinu, Francesco Ledda - chitarra classica
- Riccardo Aresti - tastiere
- Marta Pala - voice sampling
- Marco Silesu, Franco Esposito - grida
- Paolo Angeli - chitarra sarda preparata
- Alek Hidell - synth, sample
- Paolo Raineri - tromba
- Francesco Bucci - trombone
- Fabio Cimatti - sax baritono
- Simone Cavina - percussioni
- Bruno Germano - drum sampling, chitarra slide